# 花生捲冰淇淋

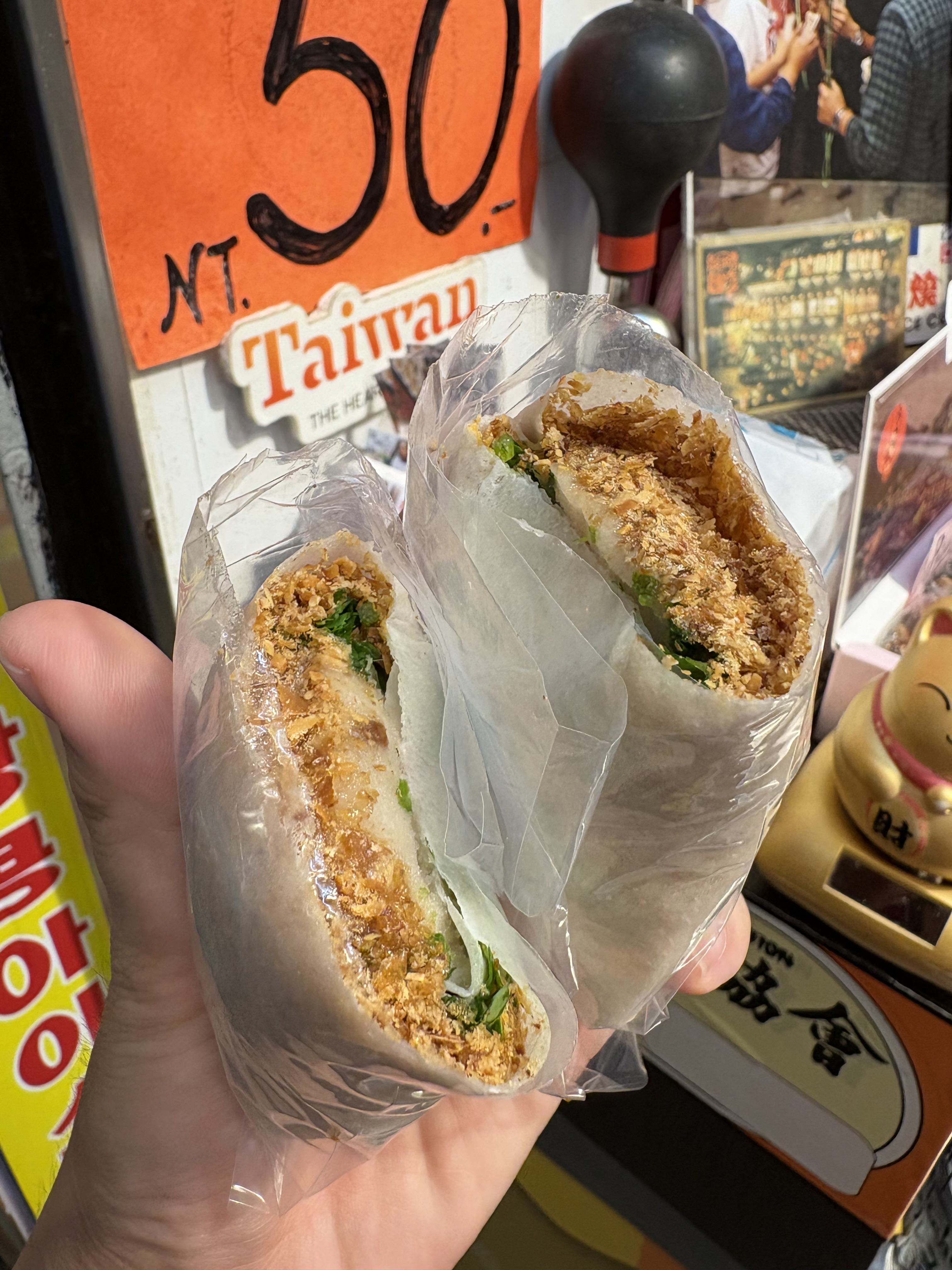
花生捲冰淇淋，九份

花生捲冰淇淋，又稱春捲冰或冰淇淋潤餅。是宜蘭的特色小吃，為各大夜市/廟口美食之一，其外觀型狀以及制作方式與潤餅相似，刨刀刨削用麥芽糖粘結的花生麥芽糖塊，再用潤餅皮包裹着芋头口味的冰淇淋、花生糖粉末以及香菜。是不少人喜爱的一个甜品。
花生捲冰淇淋隨著時代的發展，口味已經漸漸多元化，而傳統古早味花生捲冰淇淋，台灣目前比例不多。